# 카린 클레이뵈커르
메이스켈리나 카타리나 아나 "카린" 클레이뵈커르(네덜란드어: Meiskelina Catharina Anna "Carien" Kleibeuker, 1978년 3월 12일~)는 네덜란드의 여자 스피드 스케이팅 선수이다.